# Dockan eller Glödande kärlek
Dockan eller Glödande kärlek är en svensk film från 1912. Filmen blev vid granskning totalförjuden att visas, det är möjligt att filmen kan ha hunnit visats en kort tid innan Biografbyrån förbjöd den.

## Roller
- Ida Nielsen - Martha, porslinsmålerska
- Arvid Ringheim - ingenjör Holm
- Axel Breidahl - polis/läkare